# Vol Viasa 742
Le vol Viasa 742 était un vol international régulier reliant Caracas, au Venezuela, à Miami, en Floride, au États-Unis avec une escale intermédiaire à Maracaibo, qui s'est écrasé le 16 mars 1969. 
Après avoir décollé sur l'étape Maracaibo-Miami, le Douglas DC-9 assurant le vol s'écrase dans le quartier de La Trinidad, à Maracaibo. Les 84 personnes à bord ont péri, ainsi que 71 au sol. Il s'agit de la deuxième catastrophe aérienne la plus meurtrière de l'histoire du Venezuela, ainsi que du pire accident aérien impliquant un DC-9.

## Accident
La première étape du vol, de Caracas à Maracaibo, transportait 57 personnes (42 passagers et 10 membres d'équipage) à bord. L'équipage opérant la première étape du vol était composé de 2 commandants de bord : Harry Gibson et Emiliano Savelli Maldonado.
L'avion est arrivé à Maracaibo à 10h30. Là, le commandant Gibson a débarqué et le commandant Maldonado, qui officiait en tant que copilote sur cette première partie de vol, est devenu le pilote aux commandes. Le nouveau copilote était Jose Gregorio Rodriguez Silva. 27 autres passagers sont montés à bord de l'avion, qui était chargé de 12 000 kg (26 000 lb) de kérosène. 
Le vol 742 a entamé son décollage pour Miami à 12h00. Alors que le DC-9 se dirigeait vers le quartier de Ziruma, il n'a pas réussi à prendre de l'altitude et le moteur gauche de l'appareil a heurté un poteau électrique. Après avoir heurté un autre poteau électrique, l'aile gauche de l'avion a été arrachée et le moteur gauche a explosé. L'avion s'est ensuite écrasé dans un parc situé dans le quartier de La Trinidad.

## Enquête
La cause principale de l'accident a été attribuée à un dysfonctionnement des capteurs de température situés le long de la piste de décollage, ainsi qu’à des calculs erronés effectués par les pilotes concernant les différents paramètres pour le décollage, ce qui a entraîné une surcharge de l'avion de plus de 2 tonnes par rapport à la masse maximale autorisée. 
Deux jours seulement après l'accident, le ministre vénézuélien des Travaux publics a attribué la longueur de la piste comme un facteur contributif à la catastrophe.